# Ernst-Paul Hasselbach
Ernst-Paul Hasselbach (Paramaribo, 23 mei 1966 – Lom (Noorwegen), 11 oktober 2008) was een Nederlands presentator. Hij presenteerde onder andere Expeditie Robinson, Peking Express en 71° Noord, programma's die alle zowel op de Nederlandse als Belgische televisie werden uitgezonden.

## Biografie

### Jeugd en studie
Hasselbach was de zoon van een Nederlandse vader (Otto) en een Surinaamse moeder. Het werk van zijn vader, die landbouwkundig ingenieur was, zorgde ervoor dat hij in verschillende landen opgroeide. Hasselbach woonde tijdens zijn jeugd in Nederland, Suriname, Kenia, Indonesië en Canada. Na zijn middelbareschooltijd in het Canadese Vancouver te hebben doorgebracht, keerde hij in 1985 terug naar Nederland om te gaan studeren in Amsterdam. Naast de Academie voor Lichamelijke Opvoeding volgde hij een studie Engels aan de Vrije Universiteit.

### Carrière
Na zijn afstuderen was hij werkzaam als freelancejournalist, -vertaler en -redacteur. Daarnaast was hij onder andere actief als tennisleraar en basketbalcoach bij de Universitaire Sportvereniging (US) in Amsterdam. Hij stopte uiteindelijk met sporten om zich geheel op zijn journalistieke carrière te concentreren. Al tijdens zijn studie schreef hij artikelen over basketbal bij het Amstelveens Weekblad (later opgegaan in het Nieuwsblad). In 1995 maakte hij zijn televisiedebuut op de Nederlandse zender SBS6, als presentator van Prime Time Magazine. Ook presenteerde hij zes jaar lang het documentaireprogramma Reportage, waarvoor hij tevens redactioneel werk verrichtte. In 2000 beleefde hij een doorbraak in zijn carrière dankzij het programma Expeditie Robinson. Hasselbach was op het laatste moment bij het programma gehaald omdat de beoogde presentator Ton van Royen wegens ziekte moest afzeggen. Hij was tot zijn overlijden in 2008 de presentator van tien edities en werd daarnaast eindverantwoordelijke voor de totale productie van het programma. Tevens was hij eindredacteur voor de Nederlandstalige programmering van Net5. Naast Expeditie Robinson presenteerde Hasselbach het eerste seizoen van Peking Express voor Net5.
In 2005 maakte Hasselbach de overstap naar televisiezender Talpa. Daar presenteerde hij onder andere Expeditie Robinson en Wondere Wereld en was hij eindredacteur van alle realityprogramma's. Nadat Talpa de naam wijzigde in Tien en in 2007 opging in RTL Nederland, presenteerde hij naast Expeditie Robinson in 2008 het survivalprogramma 71° Noord voor RTL 5 en 2BE.

### Overlijden
Ten tijde van de opnamen in Noorwegen van het derde seizoen van 71° Noord overleed Hasselbach op 42-jarige leeftijd aan de gevolgen van een verkeersongeval, toen de auto waarin hij zat in de buurt van de plaats Lom van de weg raakte en enkele meters lager op de kop in de rivier Leira belandde. Ook de Belgische productieassistente Leentje Custers, de andere inzittende van de auto, kwam hierbij om het leven. Hasselbach en Custers waren op het moment van het ongeval onderweg naar een opnamelocatie.

### Privéleven
Hasselbach was de schoonzoon van Paul Witteman. Hij woonde met vrouw en dochter in Haarlem. Hij had twee zonen uit eerdere relaties. Zijn broer Harald Hasselbach was een voormalig Americanfootballspeler, die tussen 1994 en 2000 uitkwam voor de Denver Broncos. Zelf speelde Ernst-Paul Hasselbach rugby, hij was o.a. als speler en als hoofdtrainer actief bij Rugby Club Waterland.